# Paradarisa comparataria
Paradarisa comparataria är en fjärilsart som beskrevs av Walker 1866. Paradarisa comparataria ingår i släktet Paradarisa och familjen mätare. Inga underarter finns listade i Catalogue of Life.

## Bildgalleri

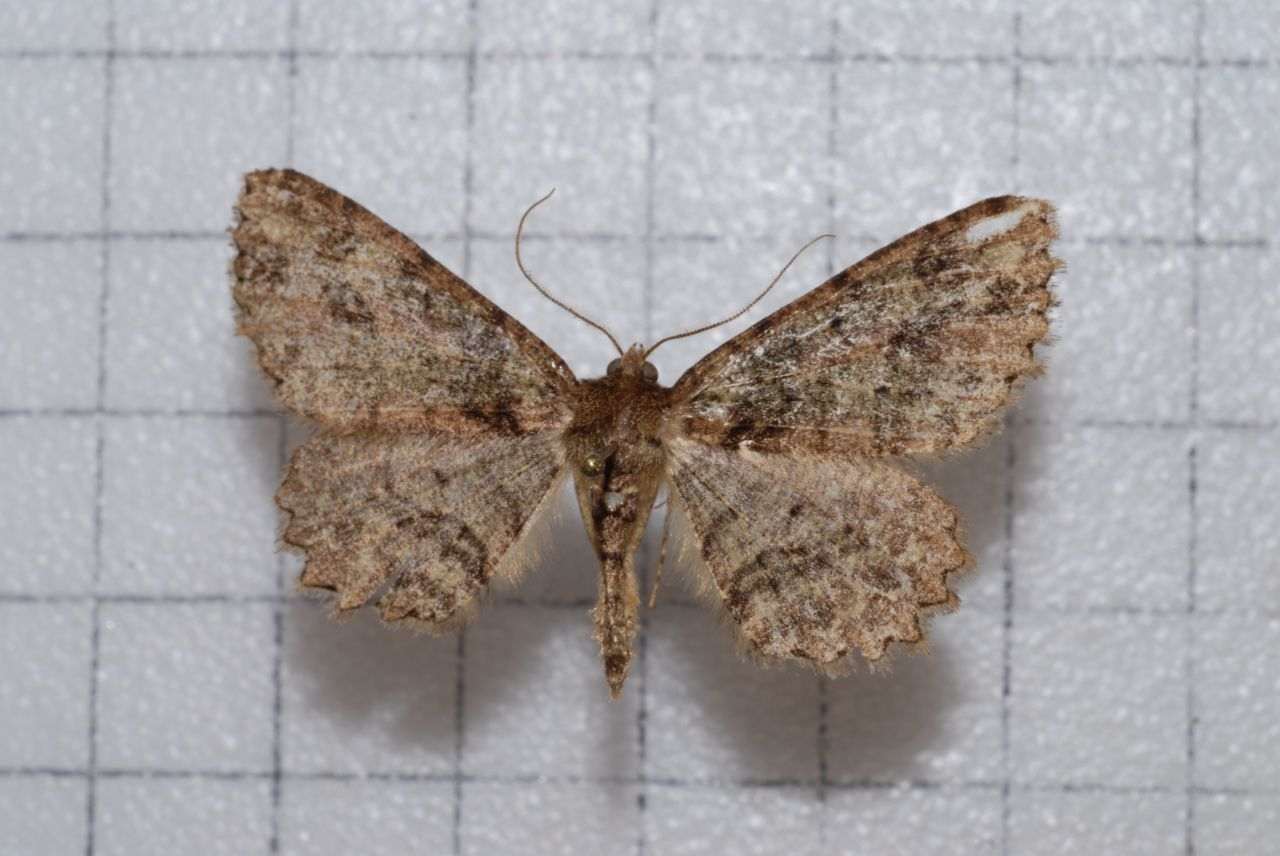